# PL学園対横浜延長17回
PL学園対横浜延長17回（ピーエルがくえんたいよこはまえんちょう17かい）は、1998年（平成10年）8月20日に阪神甲子園球場で行われた第80回全国高等学校野球選手権大会準々決勝第1試合で行われた南大阪代表・PL学園高等学校と東神奈川代表・横浜高等学校の試合のこと。

## 概要
この年の横浜は春の第70回選抜高等学校野球大会の優勝チームであり、史上5校目の春夏連覇がかかっていた。また、この両チームは選抜でも対戦しておりこの時は横浜が3-2で勝利している。PL学園が選抜での敗戦の雪辱を果たせるか、もしくは横浜が連勝するか、注目をされていた。

## 試合経過
先攻横浜、後攻PLで8時30分試合開始。
| イニング | スコア     | 経過 |
| -------- | ---------- | --- |
| 1回表    | P 0 - 0 横 | 三者凡退。 |
| 1回裏    | P 0 - 0 横 | 2アウトからフォアボールで出塁するも無得点。 |
| 2回表    | P 0 - 0 横 | 三者凡退。 |
| 2回裏    | P 3 - 0 横 | 先頭の大西のヒットと送りバントがフィルダースチョイスとなり1・2塁、バントで送った後犠牲フライで先制。横浜の松坂が続けていた25イニング連続無失点を此処で止めた（P 1 - 0 横） さらに松丸のタイムリーツーベースで2点目。ボークで3塁に進んだ後、田中一のタイムリーで3点目。その後井関のヒットで再び2塁に進むが3アウト。                                                                                      |
| 3回表    | P 3 - 0 横 | 1アウト後フォアボールで出て送るが無得点。 |
| 3回裏    | P 3 - 0 横 | 先頭がフォアボールで出て送るが無得点。 |
| 4回表    | P 3 - 2 横 | 先頭の加藤がツーベースで出て、2アウト後小山の2ランホームランで横浜が2点返す。 |
| 4回裏    | P 4 - 2 横 | 1アウト後松丸、田中一、井関の連打でPL学園が1点追加。 |
| 5回表    | P 4 - 4 横 | 先頭の斎藤と佐藤の連打の後、松本の2点タイムリーで横浜が同点に追いつく。 さらにファーストゴロの間に3塁に進んだ後、サードゴロの間にホームを狙うもタッチアウト。ワイルドピッチで再び2塁に進むが逆転はならず。 |
| 5回裏    | P 4 - 4 横 | 三者凡退。 |
| 6回表    | P 4 - 4 横 | 先頭の小山がヒットで出るがバントがキャッチャーフライでダブルプレー、三人で攻撃終了。 |
| 6回裏    | P 4 - 4 横 | 三者凡退。 |
| 7回表    | P 4 - 4 横 | 三者凡退。この回からPL学園は上重が登板。 |
| 7回裏    | P 5 - 4 横 | 1アウト後フォアボールと大西のヒット、三垣のタイムリーでPL学園が勝ち越し。 |
| 8回表    | P 5 - 5 横 | 先頭の加藤がヒットで出て、2アウト後盗塁で2塁に進み、小山のタイムリーで横浜が同点に追いつく。 この時イレギュラーバウンドした球がPLの捕手・石橋の顔面に当たり、田中雅に交代する。この間に小山は2塁に進塁するが後続なし。 |
| 8回裏    | P 5 - 5 横 | 1アウト後デッドボールとヒットでランナーをためるが無得点。 |
| 9回表    | P 5 - 5 横 | 三者凡退。 |
| 9回裏    | P 5 - 5 横 | 先頭の古畑がフォアボールで出るが牽制で刺され、三人で攻撃終了、延長戦へ。 |
| 10回表   | P 5 - 5 横 | 先頭の打球がショートのエラーとなり2塁を狙うが好返球でアウト、三人で攻撃終了。 |
| 10回裏   | P 5 - 5 横 | 2アウトからフォアボールで出るが無得点。 |
| 11回表   | P 5 - 6 横 | 先頭の松坂がヒットで出て送り、柴のタイムリーで横浜が勝ち越し、初めて横浜がリードする。 |
| 11回裏   | P 6 - 6 横 | 先頭の平石がヒットで出て送り、2アウトから大西のタイムリーでPL学園が同点に追いつく。 |
| 12回表   | P 6 - 6 横 | 三者凡退。 |
| 12回裏   | P 6 - 6 横 | 三者凡退。 |
| 13回表   | P 6 - 6 横 | 1アウト後松坂、小山の連打でランナーをためるが後続が凡退。 |
| 13回裏   | P 6 - 6 横 | 三者凡退。 |
| 14回表   | P 6 - 6 横 | 先頭の佐藤がヒットで出て送るが、セカンドライナーで2塁ランナー佐藤が飛び出しダブルプレー。 |
| 14回裏   | P 6 - 6 横 | 三者凡退。 |
| 15回表   | P 6 - 6 横 | 先頭の加藤がデッドボールで出るが、バントがフライになり1塁ランナー加藤が飛び出しダブルプレー。 松坂のヒットで再び出塁し、小山のツーベースで3塁まで進めるが無得点。 |
| 15回裏   | P 6 - 6 横 | 好調松坂に4イニング連続の三者凡退。 |
| 16回表   | P 6 - 7 横 | 先頭の常盤が出て送り、松本のヒット、小池の内野安打で満塁に。 ショートゴロの間にホームイン、横浜が延長に入って2度目の勝ち越し。 |
| 16回裏   | P 7 - 7 横 | 先頭の田中一の内野安打で5イニングぶりに出塁して送り、ワイルドピッチで3塁に進む。 ショートゴロの間にホームを狙い、バッター本橋のヘッドスライディングでバランスを崩した1塁手後藤のホームへの送球が逸れて田中一がホームイン。 本橋はアウトとなるが得点は認められPL学園が再び同点。この段階で大会委員会ではもし引分となった場合に、翌日13時からの再試合を用意して準決勝と決勝戦は順延する予定だったと言う。 |
| 17回表   | P 7 - 9 横 | PLのレフト・田中一がダイビングで外野フェンスにぶつかりながら好捕して2アウト。 しかし次打者柴が本橋の悪送球で出塁し、常盤の2ランホームランで横浜が2点を勝ち越し。 |
| 17回裏   | P 7 - 9 横 | 三者凡退で試合終了。最後の打者田中雅を見逃しの三振に抑え松坂は17回、250球を1人で投げ切った。12時7分試合終了。試合時間3時間37分。 |

## スコア
|        | 1 | 2 | 3 | 4 | 5 | 6 | 7 | 8 | 9 | 10 | 11 | 12 | 13 | 14 | 15 | 16 | 17 | R | H  | E |
| ------ | - | - | - | - | - | - | - | - | - | -- | -- | -- | -- | -- | -- | -- | -- | - | -- | - |
| 横浜   | 0 | 0 | 0 | 2 | 2 | 0 | 0 | 1 | 0 | 0  | 1  | 0  | 0  | 0  | 0  | 1  | 2  | 9 | 19 | 0 |
| PL学園 | 0 | 3 | 0 | 1 | 0 | 0 | 1 | 0 | 0 | 0  | 1  | 0  | 0  | 0  | 0  | 1  | 0  | 7 | 13 | 3 |

1. （延長17回）
2. 横：松坂 - 小山
3. P：稲田、上重 - 石橋、田中雅
4. 本塁打
横：小山（4回・2ラン）、常盤（17回・2ラン）
5. 審判
［球審］岡本
［塁審］濱田・鹿多・三宅
6. 試合時間：3時間37分

## 出場選手
| 横浜 | 横浜 | 横浜              |
| 打順 | 守備 | 選手              |
| ---- | ---- | ----------------- |
| 1    | [右] | 小池正晃（3年）   |
| 2    | [中] | 加藤重之（3年）   |
| 3    | [一] | 後藤武敏（3年）   |
| 4    | [投] | 松坂大輔（3年）   |
| 5    | [捕] | 小山良男（3年）   |
| 6    | [左] | 堀雄太（3年）     |
|      | 左   | 柴武志（3年）     |
| 7    | [三] | 山野井成仁（3年） |
|      | 三   | 斉藤清憲（3年）   |
|      | 打三 | 常盤良太（3年）   |
| 8    | [遊] | 佐藤勉（3年）     |
| 9    | [二] | 松本勉（2年）     |

| PL学園 | PL学園 | PL学園            |
| 打順   | 守備   | 選手              |
| ------ | ------ | ----------------- |
| 1      | [左]   | 田中一徳（2年）   |
| 2      | [右]   | 井関雅也（3年）   |
|        | 打右   | 平石洋介（3年）   |
| 3      | [遊]   | 本橋伸一郎（3年） |
| 4      | [三]   | 古畑和彦（3年）   |
| 5      | [中]   | 大西宏明（3年）   |
| 6      | [一]   | 三垣勝巳（3年）   |
| 7      | [捕]   | 石橋勇一郎（3年） |
|        | 捕     | 田中雅彦（2年）   |
| 8      | [投]   | 稲田学（3年）     |
|        | 投     | 上重聡（3年）     |
| 9      | [二]   | 松丸文政（3年）   |

## 投手成績
| 投手   | 投手     | 投球回 | 打者 | 投球数 | 被安打 | 奪三振 | 四死球 | 自責点 |
| ------ | -------- | ------ | ---- | ------ | ------ | ------ | ------ | ------ |
| 横浜   | 松坂大輔 | 17     | 70   | 250    | 13     | 11     | 6      | 7      |
| PL学園 | 稲田学   | 6      | 25   | 78     | 6      | 2      | 2      | 4      |
| PL学園 | 上重聡   | 11     | 46   | 145    | 13     | 6      | 1      | 3      |

## 試合終了後
この試合の球審を担当した岡本良一が「いつもなら試合終了後、勝った学校の校歌演奏時にその試合でのプレイ風景が浮かぶんですが、あの時は全く浮かび上がらなかった。皆放心状態で審判をしていたのでしょう。」と述懐している。
試合終了後には敗者であるはずの上重投手に笑顔があり、勝った側の小山捕手が号泣する場面が見られ、それを見たNHK実況の石川洋（当時広島放送局）が「勝って泣く顔があります。負けて笑う顔があります。」と実況し、視聴者の胸を熱くさせていた。
なお、この延長17回をたった1人で250球ものボールを投げ続けた松坂投手に対して「延長18回制は長過ぎる」との意見が多数出たことから、高野連もそれを反映し2年後の2000年の春・第72回選抜高校野球大会、および同年の夏・第82回全国高校野球選手権大会から、従来の18回制から15回制に短縮変更されることとなった。（詳しくは「延長引き分け再試合規定」を参照。）

## エピソード
- この試合中、横浜バッテリーはPL学園の打力が春に比べ大きく向上したと感じていた。因みに、PLの平石三塁ベースコーチは横浜のエース松坂の球種を小山捕手の構えから読み取り、ストレートの時は「行け」、変化球は「狙え」と大声で叫び味方打線に伝えていたという[2]。このエピソードは朝日新聞出版の「ドキュメント横浜vs.PL学園」などでも紹介された。
- 延長17回表に常盤がホームランを打った際に3塁ベンチ前でキャッチボールをしていた松坂は袖口で目元を拭う仕草を見せた。本人は泣いたことを否定しているが後に常盤に「泣いたよー」と打ち明けている。[3]
- その岡本球審は当時、川崎重工業の営業課課長を勤めており、試合後に愛媛県の川之江市の製紙会社で産業用ロボットの提案を行う商談予定であった。ある程度の余裕も含めて午後3時に約束をしていたが、試合終了後の控室で同伴予定の部下から電話を受取り、商談を延期依頼した[4]。